# Roberta Metsola
Roberta Metsola (teljes nevén: Roberta Metsola Tedesco Triccas; (San Ġiljan, 1979. január 18. –) máltai kereszténydemokrata politikus, 2022. január 18-tól az Európai Parlament elnöke.

## Életpályája
Metsola 2013 óta az Európai Parlament (EP) képviselője Máltát képviselve, és 2020 novemberében az Európai Parlament első alelnökévé választották. David Sassoli elnök 2022. január 11-i halála után Metsola lett az Európai Parlament megbízott elnöke Sassoli utódjának megválasztásáig. 2022. január 18-án választották meg az Európai Parlament elnökévé. 2024. július 16-án újraválasztották elnöknek.
Metsola jogász, európai jogra és politikára szakosodott. Málta jogi és igazságügyi együttműködési attaséjaként dolgozott Málta Európai Unió melletti Állandó Képviseletén. 2012 és 2013 között pedig Catherine Ashton, az Unió külügyi és biztonságpolitikai főképviselőjének jogi tanácsadója.

## Díjai
- Magyar Esélyegyenlőségi Díj

Európai Nagydíj kategória Emberi Értékek Díjátadó Gála (2023)